# Dicranomyia (Dicranomyia) millemurro
Dicranomyia (Dicranomyia) millemurro is een tweevleugelige uit de familie steltmuggen (Limoniidae). De soort komt voor in het Australaziatisch gebied.